# 俱利伽羅峠
俱利伽羅峠位於日本石川縣河北郡津幡町俱利伽羅和富山縣小矢部市石坂的界線之上，是古代道路北陸街道加賀國與越中國的國境交界之處。亦有「俱梨伽羅峠」的寫法。

## 概要
廣義的俱利伽羅峠則包括其北方的天田峠等地。
1183年時源氏與平氏曾在此（參閱源平合戰）發生俱利伽羅峠之戰。
現在日本的國道8號公路與北陸新幹線、愛之風富山鐵道線鐵路在這裡有隧道通過。

## 週邊景點
- 俱利伽羅不動寺